# Robert Abshagen
Robert Abshagen (* 12. Januar 1911 in Hamburg; † 10. Juli 1944 ebenda) war ein deutscher Kommunist und Widerstandskämpfer gegen den Nationalsozialismus.

## Leben

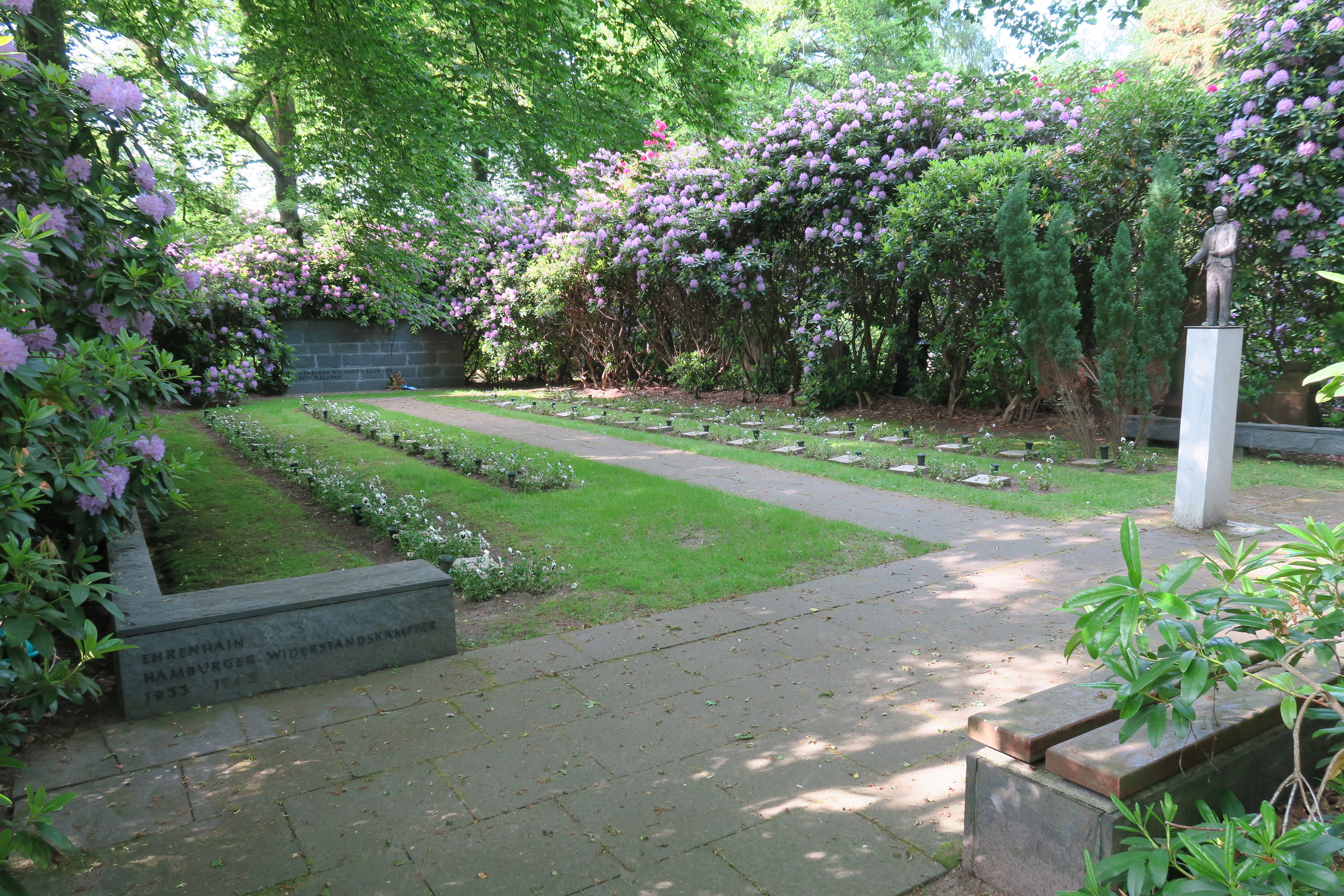
Grabstätte im Ehrenhain Hamburgischer Widerstandskämpfer auf dem Friedhof Ohlsdorf

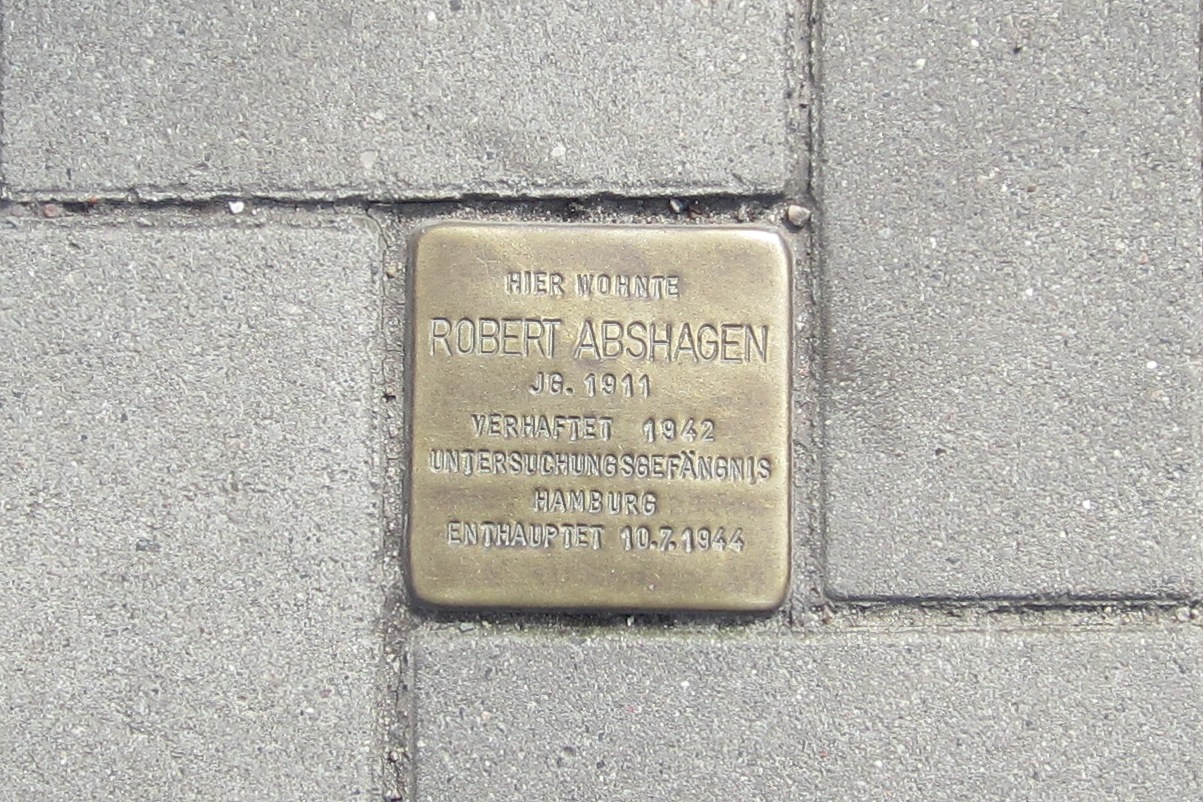
Stolperstein Wachtelstraße 4

Abshaben wuchs als Sohn des Bäckergesellen Albert Abshagen und seiner Frau Adelheid, geb. Heidenreich mit drei Schwestern in einem sozialistischen Elternhaus auf. Nach dem Besuch der Versuchsschule „Telemannstraße“ und der Aufbauschule „Hohe Weide“ bis zur Untersekunda begann er eine kaufmännische Lehre. Zunächst als Versicherungsangestellter beschäftigt, arbeitete Abshagen später auch als Seemann und Bauarbeiter. 1931 schloss er sich der Kommunistischen Partei Deutschlands an.
Ab 1933 beteiligte er sich am Widerstandskampf gegen den Nationalsozialismus in Hamburg. 1934 verurteilte ihn das Oberlandesgericht Hamburg wegen „Vorbereitung zum Hochverrat“ zu zweieinhalb Jahren Zuchthaus, die er in Bremen-Oslebshausen verbrachte. Nach Verbüßung dieser Strafe wurde er in das Konzentrationslager Sachsenhausen verbracht und dort im Krankenrevier eingesetzt. 
Nach seiner Entlassung im April 1939 beteiligte er sich erneut am Widerstand der KPD in Hamburg und im Bezirk Wasserkante und knüpfte 1940 Kontakte zu den aus der Haft entlassenen Bernhard Bästlein und Franz Jacob. Die Widerstandsgruppe wurde später als Bästlein-Jacob-Abshagen-Gruppe bezeichnet. Abshagen übernahm die Anleitung verschiedener Betriebszellen und hielt die Verbindung zum Widerstand in anderen Gebieten Deutschlands aufrecht. So fuhr Abshagen nach Berlin, Sachsen und Thüringen und nahm Kontakte zu Antifaschisten im Ruhrgebiet auf.
Eine Verhaftungswelle der Gestapo im Zusammenhang mit der Fahndung der Sonderkommission „Rote Kapelle“ nach Erna Eifler und Wilhelm Fellendorf erfasste am 19. Oktober 1942 auch Robert Abshagen. Der Volksgerichtshof verurteilte ihn am 2. Mai 1944 zum Tode. Er wurde am 10. Juli 1944 in Hamburg enthauptet. 
Robert Abshagens Urne wurde 1946 auf dem Ehrenhain Hamburger Widerstandskämpfer auf dem Friedhof Ohlsdorf beigesetzt (Kissenstein dritte Reihe von links, dritter Stein).
An Abshagens letztem Wohnort in Hamburg-Barmbek (Wachtelstraße 4) wurde ein Stolperstein verlegt, ein weiterer vor der Untersuchungshaftanstalt Hamburg in Hamburg-Neustadt.